# Cadillac XT4
O Cadillac XT4 é um automóvel do tipo SUV compacto produzido pela Cadillac desde o ano de 2018, o veículo utiliza a plataforma E2 da General Motors que também é utilizado na Chevrolet Equinox, o veículo é produzido nos Estados Unidos e na China.